# Dárdai Márton
Dárdai Márton (Berlin, 2002. február 12.– ) magyar származású német korosztályos és magyar felnőtt válogatott labdarúgó, a Hertha BSC játékosa.

## Pályafutása

### Klubcsapatokban
Pályafutása kezdetén a Seeburger SV és az 1. FC Wilmersdorf ifjúsági csapataiban is játszott, majd 2012-ben a Hertha BSC akadémiájának lett a tagja. Itt édesapja is volt az edzője, a német negyedosztályban szereplő tartalékcsapatban pedig egy csapatban játszhatott testvérével, Palkóval. 2020 májusában először került be a felnőtt csapat aktuális mérkőzéskeretébe az Union Berlin elleni bajnoki találkozón. 2020. november 7-én mutatkozott be a német élvonalban az Augsburg ellen 3–0-ra megnyert idegenbeli bajnokin, Dedryck Boyata helyére csereként beállva. 2021. február 21-én először lépett kezdőként pályára a bajnokságban az RB Leipzig ellen 3–0-ra elvesztett hazai mérkőzésen. 2021. május 10-én jelentették be, hogy 2025-ig meghosszabbította szerződését a klubbal.

### A válogatottban
Többszörös német utánpótlás-válogatott. Az U17-es korosztályos csapattal, amelynek csapatkapitánya is volt, részt vett a 2019-es korosztályos Európa-bajnokságon. 2023-ban tagja volt a német U21-es válogatott Európa-bajnokságon résztvevő keretének. A tornán egy mérkőzésen jutott szóhoz.
2024. január 22–én bejelentette, hogy felnőtt válogatott szinten Magyarországot fogja képviselni. 2024. március 12–én meghívót kapott Marco Rossi szövetségi kapitánytól a Törökország és Koszovó elleni barátságos mérkőzésekre készülő felnőtt válogatott keretébe.

## Családja
Berlinben született, így német-magyar kettős állampolgár. Édesapja, Dárdai Pál a Hertha BSC edzője és korábban a magyar labdarúgó-válogatott edzője,
valamint szövetségi kapitánya is volt. Nagyapja, idősebb Dárdai Pál, szintén korábbi labdarúgó, a Pécsi MSC-ben töltötte pályafutásának nagy részét. Testvére, Dárdai Palkó és Dárdai Bence. Nagybátyja, Dárdai Balázs a futballpályán lelte halálát 2002-ben.

## Statisztika

### Klubcsapatokban
2025. augusztus 18-i állapot szerint.
| Klub           | Szezon         | Bajnokság      | Bajnokság | Bajnokság | Kupa  | Kupa  | Nemzetközi | Nemzetközi | Egyéb | Egyéb | Összesen | Összesen |
| Klub           | Szezon         | Liga           | Mérk.     | Gólok     | Mérk. | Gólok | Mérk.      | Gólok      | Mérk. | Gólok | Mérk.    | Gólok    |
| -------------- | -------------- | -------------- | --------- | --------- | ----- | ----- | ---------- | ---------- | ----- | ----- | -------- | -------- |
| Hertha BSC II  | 2019–20        | Regionalliga   | 3         | 0         | —     | —     | —          | —          | —     | —     | 3        | 0        |
| Hertha BSC II  | 2020–21        | Regionalliga   | 3         | 0         | —     | —     | —          | —          | —     | —     | 3        | 0        |
| Hertha BSC II  | 2021–22        | Regionalliga   | 1         | 0         | —     | —     | —          | —          | —     | —     | 1        | 0        |
| Hertha BSC II  | Összesen       | Összesen       | 7         | 0         | —     | —     | —          | —          | —     | —     | 7        | 0        |
| Hertha BSC     | 2020–21        | Bundesliga     | 12        | 0         | 0     | 0     | —          | —          | —     | —     | 12       | 0        |
| Hertha BSC     | 2021–22        | Bundesliga     | 12        | 0         | 1     | 0     | —          | —          | —     | —     | 13       | 0        |
| Hertha BSC     | 2022–23        | Bundesliga     | 17        | 1         | 0     | 0     | —          | —          | —     | —     | 17       | 1        |
| Hertha BSC     | 2023–24        | 2. Bundesliga  | 29        | 0         | 4     | 0     | —          | —          | —     | —     | 33       | 0        |
| Hertha BSC     | 2024–25        | 2. Bundesliga  | 30        | 0         | 3     | 0     | —          | —          | —     | —     | 33       | 0        |
| Hertha BSC     | 2025–26        | 2. Bundesliga  | 2         | 0         | 1     | 0     | —          | —          | —     | —     | 3        | 0        |
| Hertha BSC     | Összesen       | Összesen       | 102       | 1         | 9     | 0     | —          | —          | —     | —     | 111      | 1        |
| Teljes karrier | Teljes karrier | Teljes karrier | 109       | 1         | 9     | 0     | —          | —          | —     | —     | 118      | 1        |

1. ↑  Magában foglalja a német kupában való pályára lépéseit.

### A válogatottban
| Magyarország | Magyarország | Magyarország |
| Év           | Mérk.        | Gólok        |
| ------------ | ------------ | ------------ |
| 2024         | 11           | 0            |
| 2025         | 4            | 0            |
| Összesen     | 15           | 0            |

### Mérkőzései a válogatottban
| Magyarország | Magyarország         | Magyarország                    | Magyarország | Magyarország | Magyarország        | Magyarország    | Magyarország | Magyarország |
| #            | Dátum                | Helyszín                        | Hazai        | Eredmény     | Vendég              | Kiírás          | Gólok        | Esemény      |
| ------------ | -------------------- | ------------------------------- | ------------ | ------------ | ------------------- | --------------- | ------------ | ------------ |
| 1.           | 2024. március 22.    | Budapest, Puskás Aréna          | Magyarország | 1 – 0        | Törökország         | barátságos      | -            | 67'          |
| 2.           | 2024. március 26.    | Budapest, Puskás Aréna          | Magyarország | 2 – 0        | Koszovó             | barátságos      | -            |              |
| 3.           | 2024. június 4.      | Dublin, Aviva Stadion           | Írország     | 2 – 1        | Magyarország        | barátságos      | -            |              |
| 4.           | 2024. június 15.     | Köln, RheinEnergieStadion (GER) | Magyarország | 1 – 3        | Svájc               | Eb-csoportkör   | -            | 79'          |
| 5.           | 2024. június 19.     | Stuttgart, MHPArena             | Németország  | 2 – 0        | Magyarország        | Eb-csoportkör   | -            |              |
| 6.           | 2024. június 23.     | Stuttgart, MHPArena (GER)       | Skócia       | 0 – 1        | Magyarország        | Eb-csoportkör   | -            | 74'          |
| 7.           | 2024. szeptember 7.  | Düsseldorf, Merkur Spiel-Arena  | Németország  | 5 – 0        | Magyarország        | Nemzetek Ligája | -            |              |
| 8.           | 2024. szeptember 10. | Budapest, Puskás Aréna          | Magyarország | 0 – 0        | Bosznia-Hercegovina | Nemzetek Ligája | -            |              |
| 9.           | 2024. október 11.    | Budapest, Puskás Aréna          | Magyarország | 1 – 1        | Hollandia           | Nemzetek Ligája | -            | a szünetben  |
| 10.          | 2024. november 16.   | Johan Cruijff Arena, Amszterdam | Hollandia    | 4 – 0        | Magyarország        | Nemzetek Ligája | -            | 55'          |
| 11.          | 2024. november 19.   | Budapest, Puskás Aréna          | Magyarország | 1 – 1        | Németország         | Nemzetek Ligája | -            |              |
| 12.          | 2025. március 20.    | Isztambul, Rams Park            | Törökország  | 3 – 1        | Magyarország        | Nemzetek Ligája | -            |              |
| 13.          | 2025. március 23.    | Budapest, Puskás Aréna          | Magyarország | 0 – 3        | Törökország         | Nemzetek Ligája | -            | 52' 60'      |
| 14.          | 2025. június 6.      | Budapest, Puskás Aréna          | Magyarország | 0 – 2        | Svédország          | barátságos      | -            | 79'          |
| 15.          | 2025. június 10.     | Baku, Dalğa Arena               | Azerbajdzsán | 1 – 2        | Magyarország        | barátságos      | -            |              |
|              | Összesen             |                                 |              | 15           | mérkőzés            |                 | 0            | gól          |